# Красний Яр (Кожевниковський район)
Кра́сний Яр (рос. Красный Яр) — присілок у складі Кожевниковського району Томської області, Росія. Входить до складу Вороновського сільського поселення.

## Населення
Населення — 135 осіб (2010; 186 у 2002).
Національний склад (станом на 2002 рік):
- росіяни — 96 %